# Casa Rosario Sans
La casa Rosario Sans és un edifici de Sitges (Garraf) inclòs a l'Inventari del Patrimoni Arquitectònic de Catalunya.

## Descripció
És un edifici entre mitgeres de planta baixa, dos pisos i terrat. Té una única crugia. Presenta a la planta baixa, una porta d'accés d'arc escarser emmarcada en maó; al primer pis hi ha un balcó allindat amb peanya semicircular, i el segon pis té una finestra d'arc apuntat.
Té dues obertures. El coronament de l'edifici és amb cornisa de teula i una barana de terrat que simula merlets.
És remarcable en aquest edifici la utilització de motius decoratius de ceràmica, tant en el plafó que hi ha entre el primer i segon pis, que representa una escena de la Sagrada Família, com en la finestra dels segon pis.

## Història
Malgrat els efectes destructius que l'explosió turística de les darreres dècades ha tingut sobre el front litoral de Sitges, aquest conserva encara parcialment els testimonis de la seva època de formació. A partir d'inicis del segle xx, les construccions existents en aquest sector van anar essent progressivament integrades en diversos projectes d'urbanització que van donar lloc a un front de mar consolidat ja en els anys 30, on actualment encara és possible exemples dels estils arquitectònics predominants en aquell període : eclecticisme, modernisme i noucentisme; L'edifici del número 28 del passeig de la Ribera s'inscriu en el segon d'aquests corrents